# Condado de Fayette (Indiana)
El condado de Fayette (en inglés: Fayette County), fundado en 1819, es uno de 92 condados del estado estadounidense de Indiana. En el año 2000, el condado tenía una población de 25 588 habitantes y una densidad poblacional de 20 personas por km². La sede del condado es Connersville. El condado recibe su nombre en honor al Marqués de La Fayette. 

## Geografía
Según la Oficina del Censo, el condado tiene un área total de 557 km², de la cual 557 km² es tierra y 0 km² (0.0%) es agua.

### Condados adyacentes
- Condado de Henry (norte)
- Condado de Wayne (noreste)
- Condado de Union (este)
- Condado de Franklin (sur)
- Condado de Rush (oeste)

## Demografía
Según la Oficina del Censo en 2000, los ingresos medios por hogar en el condado eran de $38 840 y los ingresos medios por familia eran $46 111. Los hombres tenían unos ingresos medios de $34 493 frente a los $23 526 para las mujeres. La renta per cápita para el condado era de $18 624. Alrededor del 7.90% de la población estaban por debajo del umbral de pobreza.

## Transporte

### Autopistas principales
- Ruta Estatal de Indiana 1
- Ruta Estatal de Indiana 44
- Ruta Estatal de Indiana 121

## Municipalidades

### Ciudades y pueblos
- Connersville
- Glenwood
- Bentonville
- Everton
- Harrisburg

### Municipios
El condado de Fayette está dividido en 9 municipios:
- Columbia
- Connersville
- Fairview
- Harrison
- Jackson
- Jennings
- Orange
- Posey
- Waterloo